# Paul-Henri Besson
Paul-Henri Besson (* 19. März 1829 in Renan; † 23. März 1877 ebenda) war ein Schweizer evangelischer Geistlicher und Dichter.

## Leben

### Familie
Paul-Henri Besson war der Sohn des Pfarrers Philippe Henri Besson (* 30. Mai 1787; † 19. März 1856) und dessen Ehefrau Eusèbie (geb. Besson) 
Er war verheiratet mit Louise-Wilhelmine (geb. Rüfenacht) aus Thun.

### Werdegang
Paul-Henri Besson besuchte das Gymnasium in Neuenburg und immatrikulierte sich 1850 an der Universität Berlin zu einem Theologiestudium, das er ab 1851 an der Universität Bern fortsetzte. An der Universität Berlin hörte er die Vorlesungen von Friedrich Julius Stahl, Heinrich Ritter und Jacobi.
1853 erfolgte seine Ordination, worauf er bis 1855 Pfarrvikar seines Onkels in Tavannes war und dann der seines Vaters in Renan; nach dem Tod seines Vaters wurde er 1856 dortiger Pfarrer.
Nachdem 1872 l'Union jurassienne, das Presseorgan der reformierten Interessen im Berner Jura, gegründet worden war, war er deren Redakteur.

### Schriftstellerisches Wirken
Paul-Henri Besson betätigte sich auch als Dichter und verfasste seit 1848 vor allem elegische Verse. Der Verlust seiner Frau, seiner Schwester und seines einzigen Sohnes innerhalb kurzer Zeit inspirierte ihn zu mehreren Gedichten, darunter Le berceau vide.
Seine Werke, unter anderem über Lyrik in der modernen Literatur, Recht und Pflicht, veröffentlichte er in der Sektion Erguel der Société jurassienne d’émulation, deren Mitglied er war. Er pflegte auch eine Freundschaft mit dem Pfarrer und Lyriker Auguste Krieg (1828–1863).
Paul-Henri Besson verfasste auch ein Gesangbuch für die jurassischen Schulen.

## Mitgliedschaften
- Paul-Henri Besson war Mitglied der Sektion Erguel der Société jurassienne d’émulation, deren Ziel es war, «das Studium und die Kultur der Literatur, der Wissenschaften und der Künste im Jura zu fördern und zu verbreiten».[6]